# Friedemann Rex
Friedemann Rex (* 18. Dezember 1931 in Pforzheim; † 7. Mai 2022 in Tübingen) war Professor für Geschichte der Naturwissenschaften an der Universität Tübingen.

## Leben
Nach dem Abitur 1950 am Humanistischen Gymnasium in Pforzheim studierte Friedemann Rex Chemie an der TH Karlsruhe (Diplom in Chemie 1956) und war 1956 bis 1966 wissenschaftlicher Mitarbeiter für Geschichte der Chemie am Gmelin-Institut. Er setzte sein Studium 1957 an der Universität Frankfurt fort, wo er bei Willy Hartner Geschichte der Naturwissenschaften hörte und von diesem zum Erlernen der arabischen Sprache angeregt wurde. Später schrieb er sich auch für das Fach Orientalistik ein. Er promovierte 1966 mit einer Dissertation über Alexander von Aphrodisias zum Dr. phil. nat.
Seinem Doktorvater Matthias Schramm folgte er 1967 von Frankfurt an die Universität Tübingen, wo er wissenschaftlicher Assistent war, sich 1973 habilitierte (Habilitationsthese über arabische Naturwissenschaften) und Privatdozent wurde, ab 1977 als außerplanmäßiger Professor und ab 1979 als ordentlicher Professor lehrte. Schramm und Rex waren die beiden einzigen Professoren der Abteilung Geschichte der Naturwissenschaften, die die Fakultät für Physik 1966 eingerichtet hatte.
Als Matthias Schramm am 31. März 1996 emeritiert wurde und Friedemann Rex am 31. März 1997 in den Ruhestand ging, wurden beide Stellen aufgrund der inzwischen einseitig anwendungsbezogenen Ausrichtung der Fakultät für Physik nicht mehr besetzt und die Abteilung Geschichte der Naturwissenschaften geschlossen.
Rex befasste sich vor allem mit der Geschichte der Naturwissenschaften in der Antike und im westlichen und östlichen (arabischen) Mittelalter und der Geschichte der Chemie, Alchemie und Physik in der frühen Neuzeit. Er übersetzte aus dem Griechischen, Arabischen und Lateinischen.
Er war Gründungsmitglied der Fachgruppe Geschichte der Chemie bei der Gesellschaft Deutscher Chemiker.

## Werke
- Chrysipps Mischungslehre und die an ihr geübte Kritik in Alexanders von Aphrodisias De mixtione. Dissertation 1966
- Zur Theorie der Naturprozesse in der früharabischen Wissenschaft Das 'Kitab al-Ihrag', übersetzt und erklärt. Ein Beitrag zum alchemistischen Weltbild der Gabir-Schriften (8./10. Jahrhundert n. Chr.). 1975, ISBN 3-515-02067-5, zugl. Habilitation Tübingen
- Friedemann Rex: Libavius, Andreas. In: Neue Deutsche Biographie (NDB). Band 14, Duncker & Humblot, Berlin 1985, ISBN 3-428-00195-8, S. 441 f. (Digitalisat).
- Alchemie des Andreas Libavius. Verlag Chemie, Weinheim 1964, ISBN 3-527-25004-2
- Nicolas Guibert – eine Art chemischer Kopernikus, Chemie in unserer Zeit, 14. Jahrg. 1980, Nr. 6,  S. 191–196, ISSN 0009-2851
- Chemie und Alchemie in China. In: Chemie in unserer Zeit. Jahrgang 21, 1987, S. 1–8, ISSN 0009-2851
- Die Älteste Molekulartheorie. Zu Platons quasichemischem Gedankenspiel im Timaios (um 360 v. Chr.), in: Chemie in unserer Zeit, Band 23, 1989, S. 200–206; doi:10.1002/ciuz.19890230604
- Grundlegende Beiträge der arabischen Wissenschaft zum Werdegang von Physik und Chemie. In: Heinz Balmer und Beat Glaus (Hrsg.): Die Blütezeit der arabischen Wissenschaft. 1990, ISBN 3-7281-1593-2
- Lothar Meyer im Spiegel seiner Veröffentlichungen. In: Bausteine zur Tübinger Universitätsgeschichte, Nr. 8, 1997, S. 89–102
- Zur Erinnerung an Felix Hoppe-Seyler, Lothar Meyer und Walter Hückel. Berufsgeschichten und Periodensystem. In: Bausteine zur Tübinger Universitätsgeschichte, Nr. 8, 1997, S. 103–130
- Keplers Lehrer Michael Mästlin und sein Lehrbuch der Astronomie (1582). In: Gerhard Betsch und Jürgen Hamel (Hrsg.): Zwischen Copernicus und Kepler. M. Michael Maestlinus Mathematicus Goeppingensis 1550–1631. 2002, ISBN 3-8171-1688-8
- Friedrich Eduard von Reusch – Erster Physiker an der ältesten Naturwissenschaftlichen Fakultät Deutschlands vor 125 Jahren. In: Bausteine zur Tübinger Universitätsgeschichte. Nr. 10, 2005, S. 33–48
- Newtons fundamentale Entdeckung der Zusammensetzung des Lichts. In: Arman Fäßler und Claus Jönsson (Hrsg.): Die Top Ten der schönsten physikalischen Experimente. 2005, ISBN 3-499-61628-9